# 語言情感
語言情感是語言使用者所給予的態度與情感，或對於語句的感受。言語情感諸如諷刺、蔑視、厭惡、憎惡、懷疑、惱怒、厭倦、生氣、喜悅、尊敬、無禮、同情、遺憾、感謝、驚歎、欽佩、謙遜、敬畏，頻繁地透過副語言機制傳達，像是語調、臉部表情、肢體動作，因此當書面記載時需要藉助標點符號或表情符号，但有語法或詞彙的表達方式如貶義詞、贊詞表達或詞形變化、轉折形態、敬語、疑問詞、附加問句、和某些種類的言據性。